# مخرج رسوم متحركة

مخرج الرسوم المتحركة هو المدير المسؤول عن جميع الجوانب العملية الحيوية المرتبطة بإنتاج فيلم رسوم متحركة أو جزء من فيلم حي. ويتضمن هذا إخراج تصميم الشخصيات والخلفيات وأي جوانب أخرى.
في الولايات المتحدة، يستخدم مصطلح «مخرج الرسوم المتحركة» و«مشرف الرسوم المتحركة» تبادلياً، مع أنهما يعنيان الشيء نفسه. لكن ثمة فرق واحد رئيسي بين المسميين: ضمن إطار نموذج ديزني الكلاسيكي للرسوم المتحركة الإمريكية، فإن المشرف يراقب رسم شخصية متحركة واحدة بشكل مباشر. على سبيل المثال، كان إريك غولدبرغ مشرفاً على شخصية الجني في فيلم علاء الدين (فيلم 1992) الذي أنتج عام 1992، لكنه لم يشارك في رسوم أو مراقبة أي شخصية رئيسية أخرى.
في الإنتاج الياباني، يشرف المخرج على جميع الشخوص والحركات وتسلسل الصور، وتقسم الواجبات بين عدة مخرجين. لكن يتوقع من هؤلاء التركيز على التسلسل أكثر من الشخوص، فيرسمون العديد من الأطر الرئيسية التي تكون أساساً لترتيب المشاهد. 
مخرجو الرسوم الميكيانيكية هم مجموعة من الاختصاصيين الذين يراقبون حركات الكائنات الرسومية التي تتحرك بفعل قوة ذاتية كالسيارات والدبابات والروبوتات العملاقة. كما يعملون أحياناً على تحريك شخوص غير بشرية ضخمة، كالوحوش والتنانين والآلات الحية. كما قد يطلب من مخرج الرسوم المتحركة الميكانيكية تحريك المؤثرات كالتفجيرات والقذائف المنطلقة من الأسلحة.
تشمل الواجبات اليومية المتطلبة من مدير الرسوم المتحركة إعداد نماذج لأنماط الرسوم ومراجعة العمل اليومي لفريق العمل، وتحديث قوائم اللقطات المعتمدة وتلك التي لم تُعتمد بعد مع تحليل تفصيلي.